# Reliquientranslation

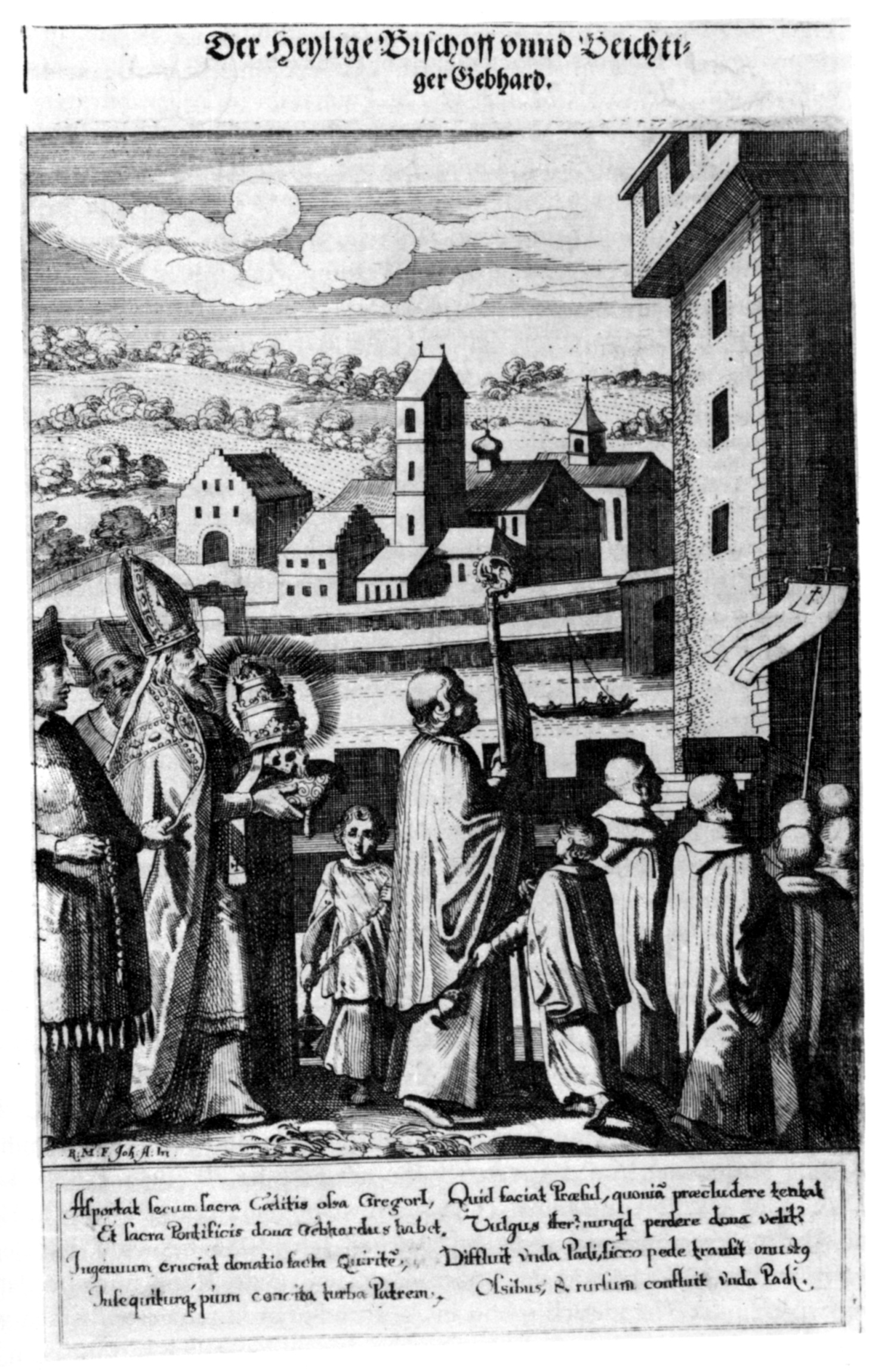
Übertragung der Reliquien des hl. Gregor in das Kloster Petershausen. Kupferstich, Ende 17. Jahrhundert

Als Reliquientranslation, kurz auch lateinisch Translatio, wird im Christentum die feierliche Übertragung (lateinisch translatio „Überführung“) von Reliquien von einem Ort zum anderen bezeichnet. Zu den Reliquien gehören Überreste (reliquiae „Zurückgebliebenes“) des Körpers, der Kleider und der Gebrauchsgegenstände von Heiligen (zunächst nur von Märtyrern, später auch von Jungfrauen, Bekennern); darüber hinaus auch sogenannte „Herrenreliquien“, die mit Jesus Christus in Verbindung gebracht werden. 
Im weiteren Sinn steht die Bezeichnung translatio auch für alle rituell-liturgischen Vorgänge, die mit der Überführung der Reliquie(n) in Zusammenhang stehen, ferner für den Gedenktag der Translation und den literarischen Bericht über sie.

## Ablauf einer Translation
- Auffindung der Reliquie: inventio („Auffindung“, „Entdeckung“), revelatio („Offenbarung“)
- Erhebung: elevatio („Empor-, Aufhebung“)
- Überführung: translatio („Übertragung“, „Verlegung“), advectio („Transport“), illatio („Hineintragen“), processio („feierlicher Umzug“)
- Empfang: receptio („Auf-, Annahme“, „Bei-sich-Aufnehmen“), adventus („feierliche Ankunft“, „Eintreffen“)
- Niederlegung: depositio („Ab-, Niederlegung“)

Die liturgischen Formen, die sich in Spätantike und Frühmittelalter herausbildeten, sind in den Ordines Romani XLI–XLIII festgehalten. Da bei der Altarweihe Reliquien in den Altar eingebettet werden, handelte es sich um ein außerordentlich verbreitetes Phänomen. Die Erlaubnis zur Erhebung und Translation erteilte in der Regel der Ortsbischof, bevor Heiligsprechungsverfahren seit Ende des 10. Jahrhunderts in die ausschließliche Zuständigkeit des Heiligen Stuhles fielen.

## Translationsbericht als literarische Gattung
Die Bezeichnung Translatio wurde wie auch die Bezeichnungen der einzelnen Vorgänge in deren Zusammenhang zum einen zur Benennung der jeweiligen kirchlichen Gedenktage herangezogen, die vor allem an den Hauptkultorten zusätzlich zu dem Todestag des jeweiligen Heiligen begangen wurden, zum anderen bezeichnet Translatio im weiteren Sinne auch eine bestimmte literarische Gattung des Mittelalters, den Translationsbericht, in dem vom Verlauf der Translation sowie den dabei geschehenen Wundern berichtet wird. Dabei handelt es sich insbesondere um Heilungswunder während der Translation und in ihrem Anschluss, aber auch um Visionen und andere Wunder, durch die angeblich die Auffindung der Reliquien ermöglicht worden war oder durch die der Heilige seinen Willen bezeugt haben sollte, an dem neuen Ort zu bleiben. Auch die wunderbare Bestrafung von Verächtern der Heiligen begegnet nicht selten. 
Die verschiedenen Gattungen der Hagiographie – Heiligenbiographie (Vita, Passio, Conversatio, Legende), Translationsbericht und Mirakelbuch – können als literarische Einheit, aber auch als selbständige Werke begegnen. Diese Aufzeichnungen erfolgten, weil mit der ersten Translation die Verehrung des Heiligen einsetzte und mit weiteren Translationen die Ausbreitung seines Kults einherging. Auf die Dokumentation der Wunder, die sich, zunächst meist mündlicher Überlieferung zufolge, anlässlich der Translation ereignet haben sollten, wurde Wert gelegt, weil sie die Echtheit der Reliquien sowie die Wirkmacht und Verehrungswürdigkeit des Heiligen zu beglaubigen schienen. Oft werden daher angeblich vertrauenswürdige Zeugen namentlich genannt und präzise Ortsangaben gemacht, seltener auch Daten genannt. Besonders einflussreich für die Gattungsentwicklung waren der 22. Brief des Kirchenvaters Ambrosius über die Translation der Märtyrer Gervasius und Protasius, die zahlreichen Translationsberichte bei Gregor von Tours sowie für die karolingische Epoche die Translatio SS. Marcellini et Petri (vgl. Petrus und Marcellinus) des Einhard.
Translationsberichte haben keine einheitliche literarische Form. Sie treten sowohl als selbständige Texte in Erscheinung, die der Historiographie und der Hagiographie zuzuordnen sind, als auch eingebettet in historiographische Werke oder als Bestandteil von Biografien. Sie sind meist in Prosa verfasst, begegnen aber auch in Versform. Nicht selten sind sie als Briefe oder Sermones (Predigten) gestaltet.

## Anfänge der geschichtlichen Entwicklung
Mit der Translation von Reliquien und der Verbindung von Reliquiengrab und Altar wandelte sich ab der Mitte des 6. Jahrhunderts der frühe Brauch, in der Nähe eines Märtyrergrabes im Gedenken an den Toten die Eucharistie zu feiern. Die Märtyrergebeine wurden nun zum Altar in die Gemeindekirche gebracht, um mithilfe der wirkmächtigen Reliquien die „Zueignung von Heil innerhalb und außerhalb des Gottesdienstes“ zu verstärken und ein „Herrschafts- und Schutzverhältnis des Heiligen über die einzelne Kirche“ zu begründen.
Diese Zuordnung von Reliquien zu Altären scheint durch die Offenbarung 6, 9 nahegelegt zu sein: „Und als es [das Lamm] das fünfte Siegel [des Buches] auftat, sah ich unten am Altar die Seelen derer, die umgebracht worden waren um des Wortes Gottes und um ihres Zeugnisses willen.“ Hiernach finden die Seelen der Märtyrer ihren Platz am Fuße des himmlischen Altars vor dem Thron Gottes. „Das alte Religionsgesetz der himmlisch-irdischen Entsprechung – ,wie im Himmel so auf Erden’ – erforderte es sodann, dem Ort der Seele im Himmel eine Entsprechung auf Erden zu schaffen. So wurden die Leiber an den Fuß der Kirchenaltäre übertragen.“ Außerdem sei noch auf Ambrosius von Mailand verwiesen, der, so Angenendt, eine dezidiert eucharistische Deutung hinzugefügt habe: „Die siegreichen Opfer [der Märtyrer] sollen an den Platz rücken, wo Christus, das Opfer, ist: dieser, der für alle gelitten hat, auf dem Altar, jene unter dem Altar, weil sie durch sein Leiden erlöst sind.“
Zwar waren nach römischem Sakralrecht die Gräber unantastbar; so wird beispielsweise Gregor der Große zitiert, dass jemandes Wunsch, die Leiber der Heiligen zu berühren, für die Römer unerträglich und ein Sakrileg sei. Der Codex Theodosianus, welcher im Jahr 438 veröffentlicht wurde, verbot u. a. etwa die ↑Umbettung von Toten, die Zerstückelung der Leichen von Heiligen, sowie Geschäfte mit deren Teilen. „Dadurch scheint jedoch die feierliche Erhebung und Translation von Gebeinen durch die kirchliche Autorität nicht behindert worden zu sein, höchstens die private Grabverletzung.“ Die Translation von Heiligen an Altäre wurde durch Bestimmungen, die eine Ausstattung der Altäre mit Reliquien unerlässlich machten, rasch zur Notwendigkeit und am Ende des 6. Jahrhunderts war es „eine Seltenheit, wenn in einem Altar keine Reliquien vorhanden [waren].“

## Erste belegte Reliquientranslation der Kirchengeschichte
Bei der ersten eindeutig bezeugten Reliquientranslation handelt es sich um die Überführung der Gebeine des antiochenischen Märtyrerbischofs Babylas nach Daphne (dem heutigen Harbiye), einem Vorort von Antiochia am Orontes (heutiges Antakya), auf Anordnung des Caesar Gallus (Flavius Constantius Gallus) während dessen Regentschaft von 351 bis 354 n. Chr. Babylas soll als Bischof von Antiochia in der Osternacht dem Kaiser Philippus Arabs und seiner Frau Otacilia Severa den Zutritt zur Kirche wegen des angeblichen Mordes an Kaiser Gordon III. verwehrt haben, da der Kaiser dafür noch keine Buße geleistet habe, woraufhin ihn der kaiserliche Nachfolger Decius im Rahmen der Christenverfolgung aus Rache für die Schmach an der kaiserlichen Würde habe verhaften lassen. Zur Todesursache Babylas’ sind widersprüchliche Aussagen überliefert. Frutaz beruft sich auf Johannes Chrysostomos, wonach Babylas in Haft erwürgt wurde; andere führen seinen Tod 250/251 auf die Folgen der Misshandlungen während der Inhaftierung zurück. Babylas wurde seitdem als Heiliger verehrt und zum Hauptheiligen von Antiochia ernannt.
Ein Jahrhundert nach dessen Tod veranlasste Kaiser Gallus die Translation seiner Überreste nach Daphne, „um den dortigen Apollokult zu verdrängen“. Kaiser Julian Apostata ließ ihn 362 zur Wiederbelebung des Quellorakels Kastalia, welches angeblich in der Nachbarschaft mit Babylas verstummt worden war, wieder zu seiner ursprünglichen Begräbnisstätte zurückbringen, von wo ihn Bischof Meletios († 381) in die von ihm 380/81 errichtete Babylas-Basilika jenseits des Orontes überführte.

## Reliquientranslationen in der Lebenswelt des Mittelalters
Bei der Reliquientranslation handelt es sich um eine religiöse Praxis, die sich nicht auf die Spätantike (Translation des heiligen Babylas) und das Frühmittelalter (Translationen nach Sachsen) beschränkt, sondern sich über die Epochen des Mittelalters, der Frühen Neuzeit und der Neuzeit hinweg erstreckt.
Die Entwicklung der Translationen seit dem 9. Jahrhundert ist gekennzeichnet durch die Vervielfältigung der Heiligenfeste „und damit [durch die] Gelegenheit, die vorhandenen Reliquien zu erheben, auszustellen und prozessionell umherzuführen.“ Die Reliquien der Heiligen waren folglich nicht unbeweglich. Am jeweiligen Jahrestag des Heiligen erfolgte in aller Regel die „Tracht“, das feierliche Umhertragen des Reliquienschreins, „was bedeutete: der Heilige umschritt seinen ihm anbefohlenen Ort.“ Zusätzlich wurden, so Heinzelmann, im 11. Jahrhundert Ostensionfeste eingeführt und Reliquienprozessionen auch außerhalb der eigentlichen Heiligenfeste durchgeführt, die sogenannten „quêtes itinérantes.“
Bezüglich dieser Reliquienprozessionen weist Angenendt nach, dass in diesem Fall das antike Adventuszeremoniell in die christliche Liturgie eingegangen sei. Während in der Antike die Stadtbevölkerung dem „kyrios“, dem Herrscher, dem Ankommenden durch das Hinausziehen aller Bewohner, geordnet nach Rang und Bedeutung und samt Zeichen und Symbolen, ihre Huldigung entgegengebracht hätten, sei die Prozession im Mittelalter zur selbstverständlichen Form der Heiligenverehrung geworden: „[V]oraus das Kreuz, dazu Lichter, Weihrauch und Fahnen, dann der Zug der Verehrer, geordnet nach geistlichen und weltlichen Rängen, alle betend und singend, und mitten darin der Heilige, ob nun in einem Schrein, einer Statue oder einem Bild.“ Neben den liturgischen Anlässen wurden aber auch bei anderen Gelegenheiten Reliquientranslationen durchgeführt, „in Notzeiten etwa, um Gelübde seiner Verehrer entgegenzunehmen, bei kriegerischer Bedrohung, um auf den Stadtmauern dem Feind entgegenzuwirken, überhaupt bei aller unrechtmäßigen Gewalt, um die Widersacher und Rechtsbrecher in ihre Schranken zu weisen. Überall zeigte sich der Heilige gegenwärtig, wo immer man seinen Schrein hinführte.“

## Gründe für Reliquientranslationen anhand von Beispielen
Für die Überführung von Reliquien von einem Ort zum anderen gibt es verschiedene Gründe, die im Folgenden exemplarisch erläutert werden sollen.

### Verdrängung heidnischer Bräuche und Kulte, sowie die Versorgung ganzer Territorien mit Reliquien (Christianisierung)
Im Zuge der angelsächsischen Mission auf dem Kontinent kam es zu intensiven Romkontakten, die auch zur Überführung von Büchern und Reliquien in den nordalpinen Raum führten. Die enge Kooperation der karolingischen Hausmeier mit dem Papsttum seit der Mitte des 8. Jahrhunderts begünstigte diese Entwicklung, da man sich auch in liturgischer Hinsicht am Vorbild der römischen Stationsliturgie zu orientieren begann. Spätestens seit der zweiten Hälfte des 8. Jahrhunderts verfügten bedeutende Klöster und Domkirchen über reiche Reliquienschätze und wetteiferten in deren Erweiterung, so etwa Centula (Abtei Saint-Riquier) und Saint-Denis im westfränkischen Raum, im ostfränkischen Raum etwa die Erzbistümer Mainz, Trier und Köln sowie das Kloster Lorsch und das 744 von Bonifatius gegründete und besonders reich mit Apostel-, östlichen und westlichen Mönchsväter-, römischen Märtyrer-, Jungfrauen-, Gallischen Konfessoren- sowie Herrenreliquien ausgestattete Kloster Fulda.
Nachdem 785 durch die Taufe des sächsischen Herzogs Widukind die Christianisierung der von Karl dem Großen in den Sachsenkriegen unterworfenen Sachsen eingeleitet wurde, verfügten diese selbst nicht über genügend Märtyrer, um alle Kirchen und Altäre vorschriftsmäßig mit Reliquien auszustatten, weshalb sie diese aus anderen Regionen durch Translationen importieren mussten. Außerdem gibt es Hinweise darauf, dass sich heidnische Praktiken nach der Christianisierung noch lange hielten. Dies geht u. a. aus dem Bericht der Fuldaer Mönche Ruodolf und Meginhard über die „Translatio sancti Alexandri“ zur Überführung der Alexanderreliquie in das sächsische Wildeshausen hervor, in der die „ungebrochene Verbreitung des Heidentums in Sachsen“ als Grund für die Reliquientranslation angeführt wird. „[...] damit durch ihre Zeichen und Wunder seine [Waltbrahts, Enkel Windukinds und Initiator der Translation] Landsleute vom heidnischen Dienst und Aberglauben zur wahren Religion bekehrt würden. Denn sie waren noch mehr in den Irrtümern des Heidentums verstrickt als der christlichen Religion zugetan.“ Reliquientranslationen nach Sachsen fanden also nicht nur zur Gewährleistung einer vorschriftsmäßigen Ausstattung der Altäre mit Reliquien statt, sondern auch zur Bekehrung der heidnischen Bevölkerung durch deren Wunderkraft. Die „Körper“ (corpora) der Heiligen wurden unter anderem aus Rom (hl. Alexander nach Wildeshausen), Frankreich (hl. Vitus nach Corvey, hl. Liborius nach Paderborn) und Norditalien (hl. Epiphanius nach Hildesheim) überführt. Die Translationen sollten einerseits dazu dienen, die Altäre der neu entstehenden Kirchen in Sachsen mit den notwendigen Reliquien auszustatten. Andererseits hatten sie die Funktion, die gerade erst unterworfenen und nur schwach christianisierten Sachsen durch die Wirkung, die von dem Berühren bzw. Betrachten der sichtbaren Überreste und ihrer offenbar heilsamen Wirkung ausging, an den christlichen Glauben zu binden. Zudem assoziierte man mit den Translationen auch den Verlust bzw. die Übergabe politischer Macht. So verband man mit der Überführung der Gebeine des hl. Vitus nach Corvey im Jahr 836 den Niedergang des westfränkischen und den Aufstieg des ostfränkischen Reiches (vgl. Widukind von Corvey, Res gestae Saxonicae, I 33–34, ed. Paul Hirsch, in: Monumenta Germaniae Historicae [MGH] in usum scholarum, 5. Aufl. Hannover 1935): Man hatte mit der Herausgabe des Heiligen auch dessen Schutz und somit Macht verloren. Umgekehrt bilden im Geschichtsbild Widukinds die Translationen der Heiligen nach Sachsen eine Voraussetzung für den Aufstieg der sächsischen Macht im 10. Jahrhundert, als nach Aussterben der Karolinger sächsische Könige im ostfränkischen Reich herrschten. Da die Verfügung über Reliquien auch der Herrschaftslegitimation diente, spielten Translationen in diesem Zusammenhang eine bedeutende Rolle.

### Aufwertung des eigenen Standortes bzw. der eigenen Person (Selbstinszenierung)
Mit der Gründung von Konstantinopel im Jahr 324 n. Chr. ließ sich Konstantin der Große in seiner Residenzstadt einen Grabbau errichten, der 337 n. Chr. zu seinem Tod fertiggestellt wurde. Konstantin I. wurde in einem Sarkophag in der Nähe des Altars, umgeben von 12 Kenotaphien der Apostel Christi, bestattet. Neunzehn Jahre nach seinem Tod veranlasste sein Sohn Constantius II. die Translation der Reliquien der Apostel Timotheus, Andreas und Lukas (356 und 357) nach Konstantinopel. Nach Paulinus von Nola ist dies unter dem Vorzeichen der Stadtgründung selbst zu sehen, „zu der notwendig die Dotierung der aemula Romae mit entsprechenden Reliquien, das heißt Apostelleibern, treten musste.“ Schließlich beruhte Roms Stellung im Abendland u. a. auch auf seinem Schatz von Märtyrern und jenes „‚Konkurrenzunternehmen‘ [Konstantinopel] gewinnt zusätzlich an staatspolitischem Relief, wenn man dagegenhält, wie in Rom zur gleichen Zeit unter Beanspruchung kaiserlicher Ikonographie und eines aktuellen Themas wie dem der concordia imperii der Apostelkult (concordia apostolorum: Petrus und Paulus) in großem Maßstab aufgezogen wurde.“

### Transfer von Tauschobjekten und Geschenken im Frühmittelalter, Herstellung von sozialen Beziehungen zwischen Sender und Empfänger der Reliquie(n)
Hedwig Röckelein konnte nachweisen, dass die Reliquientranslationen nach Sachsen im 9. Jahrhundert immer als Gabentausch, nie unter den neutralen Bedingungen des Kaufes stattfanden. „Als Gaben initialisierten, bekräftigten oder erneuerten die nach Sachsen überführten Heiligen soziale Beziehungen zwischen den Tauschpartnern oder sie behoben gestörte Verbindungen und harmonisierten sie.“ So ist beispielsweise die Translation von Heiligengebeinen, u. a. denen des heiligen Liborius von Le Mans nach Paderborn im April/Mai 836 als nur ein „Faden im Gewebe der Gabentauschbeziehungen zwischen dem neustrischen und dem sächsischen Bischofssitz“ zu sehen. Dieser Austausch entstand zwischen dem Initiator, Bischof Badurad von Paderborn und dem Sender der Reliquien Bischof Aldrich, welche beide verwandtschaftlich und politisch mit Ludwig dem Freien verbunden waren, auf dessen Befehl und mit dessen Zustimmung eben jene Translation stattfand. Diese Allianz setzte die Überführung gegen den Widerstand einer Manceller Opposition durch, die sich weigerte, die Reliquien ihres Schutzpatrons ziehen zu lassen. Möglicherweise verbargen sich hinter ihr die Adelssippen der Widonen und Herveniden. „Die Transaktion wurde nicht nur durch die Übergabe mehrerer Heiliger gestärkt, sondern auch durch die Stiftung einer Gebetsverbrüderung, an der Laien und Geistliche in Le Mans und Paderborn gleichermaßen Anteil hatten, und die auf einen kontinuierlichen Austausch von Gebeten, von Gaben und Gegengaben, abzielte.“

### Ausdruck und Unterstützung politischer Vorgänge
Nach Heinzelmann belegen die Schriften Gregors von Tours, dass in merowingischer Zeit Reliquientranslationen ein zentrales Instrument sowohl für die systematische Verbreitung von traditionellen Heiligen in Form von Teilreliquien gewesen seien (Ausbau der Christianisierung, Ausstattung von Altären der Kirchen auf dem Land) als auch für die Kanonisierung zeitgenössischer Heiliger durch Bischöfe im Zusammenhang mit der Propagierung entsprechender christlich-sozialer Wertvorstellungen. Im 8. Jahrhundert habe der Schwerpunkt der Translationen auf der Einführung römischer Märtyrerreliquien gelegen, was sowohl auf einen Wandel der römischen Consuetudo bezüglich der Teilung und Entnahme von Reliquien zurückgegangen sei als auch auf die von den Karolingern angeregten politischen Beziehungen mit dem Papsttum; die besondere Gewichtung solcher römischen Märtyrerreliquien sei auch im Zusammenhang mit einem mehr auf Rom bezogenen, stärker institutionellen ekklesiologischen Weltbild zu sehen.

### Schutz der Reliquien vor Raub
Besonders im 9. Jahrhundert waren die Einfälle der Normannen von Skandinavien aus in Europa häufiger Anlass für Translationen, um die Reliquien in Sicherheit zu bringen. Daneben bestehen allerdings auch Berichte, in denen die Reliquien nicht schutzbedürftig sind, sondern im Gegenteil schützend tätig sind: „Als die Normannen 885/86 Paris belagerten, trug man die Reliquien der Stadtpatrone Germanus und Genovefa stets an die bedrohtesten Stellen der Mauer, ebenso 903 in Tours.“

## Entwicklungen in der Neuzeit
Mit dem Einsetzen der Reformation jedoch geriet die Verehrung der Heiligen und ihrer Reliquien zusehends zum Kampfthema, denn die Reformatoren bestritten „die Möglichkeit einer Anrufung der Heiligen bei ihren Verdiensten; Christi Sühne sei einzigartig und dürfe nicht durch ein Anrechnen der Heiligenverdienste als ergänzungsbedürftig erscheinen.“ Martin Luther wandte sich entschieden gegen die Reliquien und bezeichnete sie in seiner Lehrschrift, dem „Großen Katechismus“, als „alles tot Ding.“ Entsprechend ist in der Confessio Augustana zur Heiligenverehrung vermerkt:
„Über die Verehrung der Heiligen wurde von den unsern gelehrt, daß wir sehen, wie ihnen Gnade wiederfahren und ihnen durch den Glauben geholfen worden ist. Außerdem soll man sich an ihren guten Werken ein Beispiel nehmen, jeder	für seinen Lebensbereich. […] Aus der Heiligen Schrift lässt sich aber nicht beweisen, daß man Heilige anrufen oder Hilfe bei ihnen suchen soll. Denn es ist nur ein Gott und ein Mittler zwischen Gott und den Menschen, nämlich der Mensch Christus Jesus’. Er ist der einzige Heiland, der einzige hohe Priester, Quelle der Gnade und Fürsprecher vor Gott.“
Für die Kirche hatte Luthers Position weitreichende Folgen. Zwar wurden die Altäre, Bilder, Figuren, Jahrtage und die Namen der Kirchenpatrozinien belassen, aber zugleich auch die Beseitigung der Reliquien angestrebt. In der Folge fanden vermehrt Reliquientranslationen zu ihrer Erhaltung und ihrem Schutz statt: „Der 1523/24 kanonisierte Benno von Meißen gelangte 1580 nach München und wurde sogar Patron der Stadt; die Reliquien des Norbert von Magdeburg transferierte man 1626 nach Prag, und 1661 vermochte die kurkölnische Verwaltung von der Stadt Soest ein Marienbild zu erhandeln, das dort in der Wiesenkirche achtlos abgestellt gewesen war und nun in Werl eine Wallfahrt begründete.“
Schließlich wirkte sich auch die Wiederentdeckung der römischen Katakomben, eingeleitet 1578 durch den Einsturz eines Weinberges in der römischen Via Salaria und die dadurch freigelegten Katakombe, stimulierend auf Reliquientranslationen aus; erst 1881 verbot ein römisches Dekret jede weitere Entfernung und Translation von Gebeinen aus den Katakomben. Mit den so genannten Katakombenheiligen setzte nicht nur die katholische Erforschung der altkirchlichen Märtyrerverehrung ein, sondern auch die Übertragung der gefundenen Reliquien bis in den schweizerisch-süddeutsch-österreichischen Raum ein, wo man sie „angetan bereits mit dem himmlischen Schmuck der weißen Gewänder und Perlen, auf die Altäre stellte und zur Schau darbot.“
Besonders im kirchlichen Leben der von der Gegenreformation erfassten Gebiete im Zeitalter des Barock spielten Reliquientranslationen und die damit verbundenen Feierlichkeiten, deren Anlass in dieser Zeit häufig eben jene Katakombenheilige waren, eine bedeutende Rolle. In seinem Aufsatz zu „Translationen heiliger Leiber als barockes Phänomen“ beschreibt Hans-Jakob Achermann das Grundschema eines barocken Übertragungsfestes in der Schweiz am Beispiel der Translation des hl. Placidus in die Stiftskirche Einsiedeln und vergleicht hierbei den Ablauf des Festes mit einem „großangelegten, in aller Pracht und Herrlichkeit inszenierten Mysterienspiel.“
„Tatsächlich war ja auch die Translation ein Spiel mit dem Reliquien-Leib. Der fürstliche Empfang, das Einführen in seine Residenz, das Festspiel – sie galten nur bedingt den leiblichen Überresten des Märtyrers, letztlich war das ganze Geschehen für den Heiligen im Himmel bestimmt, um ihm real zeigen zu können, wie hoch er geschätzt werde.“
Achermann führt des Weiteren aus, dass die „kostbar ausgezierten Martyrerleiber der Römer Heiligen in ihrer symbolhaften Verbindung von Zeit und Ewigkeit besonders stark dem barocken Empfinden“ entsprächen und Translationen in ihrer Ausgestaltung auch als Ausdruck des barocken Denkens zu werten seien, nach dem im „irdischen Sein nur [der] Widerschein des Ewigen“ gesehen werden wollte und die Welt nur als ein Abglanz betrachtet worden wäre, hinter dem die wahre Welt erst zu existieren beginne.
Mit dem letzten Drittel des 18. Jahrhunderts vertrieb die Aufklärung allmählich „volksfrommes Brauchtum“ aus dem Alltag, wovon auch der Kult der Katakombenheiligen betroffen war. Krausen nennt hier vor allem die Aufhebung der Klöster zu Beginn des 19. Jahrhunderts als besonders nachteilige Entwicklung, „[w]aren es doch gerade die Orden gewesen, die Prälatenkloster in gleicher Weise wie die der Mendikanten, die sich als große Förderer der Verehrung der römischen Katakombenheiligen in den Ländern nördlich der Alpen erwiesen hatten.“ Im Zuge jener Klosteraufhebungen fanden viele Reliquientranslationen in andere Kirchen (allerdings ohne die üblichen Feierlichkeiten) statt; in anderen Fällen wurden Reliquien versteigert oder „verschwanden“.
In der zweiten Hälfte des 19. Jahrhunderts kam es schließlich noch vielerorts zu Translationen in Form von Umbettungen der Katakombenheiligen, wenn die aufbewahrende Kirche, „entsprechend dem gewandelten Kunstgeschmack von aller Barockzier ,gereinigt’ und mit einer neugotischen Inneneinrichtung versehen wurde.“ Krausen erwähnt in diesem Zusammenhang die Stiftskirche von Admont in der Steiermark, in der, ausgelöst durch einen Großbrand am 27. April 1865, die Reliquien der Heiligen Wenzeslaus und Benediktus von ihrem ursprünglichen Aufbewahrungsort noch in ihre „alte Barockfassung gehüllt, [schließlich] in neugotisch gearbeiteten Reliquienschreinen auf zwei gegenüberliegenden Seitenaltären der neuerbauten Stiftskirche“ übertragen wurden.